# Ruta Nacional 61 (Colombia)
La Ruta Nacional 61 fue una ruta troncal nacional que iniciaba en el municipio de Guayatá en el departamento de Boyacá y tenía como punto final el cruce de la Ruta 64 en el sitio conocido como Santa Teresa dentro de la jurisdicción de Paz del Río en el departamento de Boyacá. La Ruta según su trazado funcionaría como un acceso entre Tunja, la capital de Boyacá y los municipios de las provincias de Oriente, Neira y Márquez. Así mismo como alterna para comunicar la capital boyacense con las provincias de Sugamuxi y Valderrama. Esta Ruta iba paralela a la Ruta 55 en el departamento de Boyacá.       
En la Resolución 3700 de 1995 se establecieron 3 tramos y un alterno. La Resolución 5471 de 1999 eliminó la Carretera Nacional y sus tramos quedaron como vías departamentales y parte de la Red Vial Secundaria y terciaria. Las causas de la eliminación aunque no son claras. Pueden deberse a la poca movilidad de las vía, la duración del recorrido (terreno montañoso) y su trazado establecido completamente dentro del departamento boyacense, pudieron ser causales de su eliminación.       
El acceso entre Tunja y las provincias de Oriente y Neira, se realiza por la Ruta 56 y Ruta 55 que a pesar de recorrer una mayor distancia en kilómetros, mayor costo en peajes y la obligación de ingresar al departamento de Cundinamarca. Es más rápida que la otrora Ruta 61, debido al mejor estado de las rutas.

## Tramos
| Tramo | Inicio                   | Final                      |
| ----- | ------------------------ | -------------------------- |
| 01    | Guayatá                  | Tunja                      |
| 02    | Tunja                    | Sogamoso                   |
| 03    | Puente Blanco (Sogamoso) | Santa Teresa (Paz del Río) |
| 01A   | Soracá                   | Toca (vía Siachoque)       |

## Variantes y pasos por poblaciones

### Boyacá
| Pasos   | Descripción         |
| ------- | ------------------- |
| 61 BY A | Paso por Firavitoba |

## Ramales

### Boyacá
| Ramal    | Descripción                          |
| -------- | ------------------------------------ |
| 61 BY 01 | Tenza - La Capilla                   |
| 61 BY 02 | Garagoa - Miraflores                 |
| 61 BY 03 | Toca - Termales                      |
| 61 BY 04 | Firavitoba - río Chiquito (Sogamoso) |
| 61 BY 05 | Ramal a Monguí                       |
| 61 BY 06 | Ramal a Gámeza                       |

## Subramales

### Boyacá
| Ramal      | Descripción                            |
| ---------- | -------------------------------------- |
| 61 BY 05-1 | Cruce ramal 61 BY 05 - Tópaga - Mongua |

## Detalles de la ruta

### Tramo 01

#### Lugares que atraviesa
- Guayatá
- Guateque
- Sutatenza
- Tenza
- Garagoa
- Chinavita
- Tibaná
- Jenesano
- Boyacá
- Soracá
- Tunja

### Tramo 02

#### Lugares que atraviesa
- Tunja
- Chivatá
- Toca
- Pesca
- Sogamoso

### Tramo 03

#### Lugares que atraviesa
- Puente Blanco (Sogamoso)
- Corrales
- Tasco
- Santa Teresa (Paz del Río)

### Tramo 01A

#### Lugares que atraviesa
- Soracá
- Siachoque
- Toca